# 端山村
端山村（はばやまそん）は、徳島県美馬郡にあった村。現在のつるぎ町貞光の南半にあたる。

## 地理
- 山岳 ： 友内山
- 河川 ： 貞光川

## 歴史
- 1889年（明治22年）10月1日 - 町村制の施行により、西端山村・東端山村の区域をもって発足。
- 1956年（昭和31年）3月30日 - 貞光町と合併し、改めて貞光町が発足。同日端山村廃止。